# Membribe de la Sierra
Membribe de la Sierra è un comune spagnolo di 91 abitanti situato nella comunità autonoma di Castiglia e León.